# 严力耕
严力耕（？-），是一位媒体人。

## 生平
生于中国上海，现居香港，毕业于香港中文大学。1991年加入亚洲电视主持《晨华新闻》。1992年加入卫星电视有限公司，主持卫视中文台新闻节目《财经报道》，同时也与张妙阳一同负责卫星电视有限公司所属卫视中文台等电视频道的节目预告和宣传片的配音工作。1996年，随着卫视中文台的分拆，严力耕被调往凤凰卫视，并继续主持凤凰卫视中文台《财经报道》，还在凤凰卫视负责《财贸周刊》、《农历新年烟花汇演》、《香港回归世纪报道—60小时播不停》《凤凰正点播报》等节目的主持。现已从凤凰卫视离职。
此人也曾担任香港中文大学中文系"校友会第五届干事会会长"。